# Spheniscus
Spheniscus là một chi chim trong họ Spheniscidae.

## Các loài
- Spheniscus demersus: chim cánh cụt châu Phi hay chim cánh cụt chân đen
- Spheniscus magellanicus: chim cánh cụt Magellan
- Spheniscus humboldti: chim cánh cụt Humboldt
- Spheniscus mendiculus: chim cánh cụt Galápagos